# The Blunder Years
The Blunder Years, llamado Aquellos patosos años en España y Recuerdos de infancia en Hispanoamérica, es un episodio perteneciente a la decimotercera temporada de la serie animada Los Simpson, estrenado en Estados Unidos el 9 de diciembre de 2001. Fue escrito por Ian Maxtone-Graham, dirigido por Steven Dean Moore y Paul Newman fue la estrella invitada, interpretándose a sí mismo. Más tarde, sería homenajeado en el episodio de la vigésima temporada Lost Verizon, emitido nueve días después de su fallecimiento.

## Sinopsis
Todo comienza cuando, mientras desempaca la compra del supermercado, Marge se da cuenta de que había comprado una marca distinta a la habitual de papel de cocina, llamada "Burly". Sin embargo, no le importa demasiado, ya que el logo de la marca era un apuesto y musculoso leñador. Además, los papeles de cocina Burly podían absorber líquidos mejor que una esponja. Marge, luego, comienza a experimentar fantasías con Burly, lo cual molesta a Homer. 
Un día, Marge le escribe una carta a "Burly", y Homer, luego de leer la carta, decide jugarle una broma. Con la ayuda de Bart, la llama por teléfono desde la casa de Ned Flanders, diciéndole que se llama "Chad Sexington" y que es el modelo de la marca Burly. Luego le dice que iría a cenar con ella esa noche. Marge, emocionada, decora su casa con los papeles de cocina Burly, y hace vestir a su familia de manera formal. Sin embargo, cuando suena el timbre, aparece Barney, vestido como leñador. Mientras Homer y Bart se empiezan a reír, Marge se siente humillada y se va a su cuarto. Lisa le dice a Homer que se había pasado de la raya, y le recomienda hacer feliz a Marge llevándola a cenar. 
La familia va a un restaurant en donde se estaba llevando a cabo un espectáculo. Uno de los actos era de un hipnotizador, llamado Mesmerino. Primero, hipnotiza al Profesor Frink, y, después, centra su atención al Sr. Burns y a Smithers. Mesmerino llama a Burns "esqueleto" y cree que es el padre de Smithers, pero Waylon le aclara que su padre había muerto hacía años dejando al público triste y mal. 
Homer se ofrece como voluntario para ser hipnotizado. Mesmerino lo hipnotiza, y le hace pensar que es un historiador famoso, y, luego, Emily Dickinson. Ambas veces, Homer se limita a correr por el restaurant, gritando que es un historiador y Emily Dickinson, pero luego Mesmerino hipnotiza regresivamente a Homer haciéndolo creer que tiene doce años otra vez. En ese momento, Homer comienza a hablar como un niño y comienza a hablar de su juventud, pero inesperadamente comienza a gritar sin control, Mesmerio lo des hipnotiza pero igual sigue gritando asustándolos a él y al público . La familia se va del lugar, pero Homer sigue gritando en el estacionamiento, en el auto y en la casa. 
Al día siguiente, Lenny y Carl llevan a Homer a su casa del trabajo temprano, ya que había estado gritando todo el día. Luego de calmarlo con té Yaqui, le preguntan por qué gritaba, y, junto con Lenny y Carl, relata una historia ocurrida cuando tenía doce años de edad. Un día, Homer con sus amigos, habían ido al bosque, en donde habían sido enfrentados por Tony el Gordo y sus secuaces, por preguntar sobre la marihuana que llevaban. Cuando el trío iba a ser vencido, son salvados por Moe, joven también, quien llevaba un arma. En ese momento de la historia, Moe (en el presente) llega a la casa de los Simpson preguntando por qué sus clientes de siempre no estaban en la taberna, le cuentan la razón y continúa él mismo con el relato. 
Moe recuerda que esa noche, mientras estaban sentados alrededor de una fogata, habían visto una explosión proveniente de la Planta Nuclear. Al día siguiente, habían ido a un estanque en el fondo de una cantera para nadar y cuando Homer se había lanzado al agua, había descubierto que en el estanque solo había fango. Luego de estar cubierto de lodo, había comenzado a gritar. Al principio parecía ser esa la razón de los gritos pero Homer, entonces, dice que era otra cosa y relata que no había agua en el estanque porque algo estaba tapando el caño de abastecimiento de agua; Lenny, Carl y Moe se habían ido a la tienda a comprar botanas y en ese momento Homer empieza a picar el caño con un palo para tratar de desatascarlo, y cuando lo logró el agua sale de golpe tirándolo y cuando abre los ojos ve que tiene algo encima de sus rodillas, al levantarlo ve que es un cadáver y empieza a gritar como loco. 
Ahora que el misterio sobre los gritos de Homer estaba resuelto, el misterio del cadáver intriga a la familia. Luego de pensar, llegan a la conclusión de que si Homer no se lo había contado a nadie el cuerpo no podría haber sido descubierto por nadie más, por lo que aún debía estar allí. Además, el cadáver debía haber sido asesinado. La familia decide investigar el crimen y se deshacen de Moe, Carl y Lenny para ir hacia el estanque, en donde se encuentran con el jefe Wiggum.
Al llegar ven que el estanque está completamente lleno de agua y piensan que tomará mucho tiempo encontrar el cuerpo, Marge piensa en una solución y usa el papel de cocina de Burly para absorber el agua del estanque, lo cual les permite hallar el cadáver que ahora solo es un esqueleto y el tubo de abastecimiento de agua, de donde había salido. Pronto se meten al tubo y caminan por él, hasta que llegan a una escalera, la cual desembocaba en la oficina del Sr. Burns. Todos lo enfrentan y le preguntan sobre el cuerpo, pero Burns insiste en que él no había matado a nadie. Luego les dice que el cadáver era del padre de Smithers, Waylon Smithers Sr., y les muestra una vieja cinta de video. En la cinta, se muestra la explosión en la Planta Nuclear (que Homer y sus amigos habían presenciado a los doce años) en la cual el padre de Smithers había entrado en un reactor para prevenir un holocausto nuclear. Había tenido éxito al salvar la ciudad, pero había muerto en el proceso, dejando a su pequeño hijo a cargo del Sr. Burns. 
Burns les cuenta la historia, y les dice que había decidido ocultar la muerte de Smithers Sr. lanzando su cadáver por el tubo de agua, para así evitar que su hijo supiera la terrible verdad. Sin embargo, Waylon Jr. había escuchado la historia completa, y ahora conocía la verdad, que era mejor que la historia que le había inventado Burns: que su padre había sido asesinado por mujeres Amazonas salvajes. 
Los Simpson vuelven a su casa, felices de que el misterio se haya resuelto. Homer había tomado la calavera de Waylon Sr. para su colección de "Memorias". Moe, luego, entra a la casa, diciendo que había encontrado pistas importantes para el misterio. Aunque éste ya se había resuelto, deciden escucharlo y, finalmente, Homer comienza a gritar de nuevo al ver el logo de Gracie Films y de Fox.